# Antonio Scamoni
Antonio Scamoni (Cremona, 1886. december 14. – ?, 1977. április 13.) olasz nemzetközi labdarúgó-játékvezető.

## Pályafutása

### Nemzeti játékvezetés
Nemzeti labdarúgó-szövetségének megfelelő játékvezető bizottsága minősítése alapján 1910-től lett az Serie A játékvezetője. A küldési gyakorlat szerint rendszeres partbírói szolgálatot végzett.

### Nemzetközi játékvezetés
Az Olasz labdarúgó-szövetség Játékvezető Bizottsága (JB) terjesztette fel nemzetközi játékvezetőnek, a Nemzetközi Labdarúgó-szövetség (FIFA) 1924-től tartotta nyilván bírói keretében. Több nemzetek közötti válogatott és klubmérkőzést vezetett, vagy működő társának partbíróként segített. A nemzetközi játékvezetéstől 1925-ben búcsúzott. Válogatott mérkőzéseinek száma: 2.

#### Olimpiai játékok

##### 1924. évi nyári olimpiai játékok
Az 1924. évi nyári olimpiai játékok labdarúgó tornáján a FIFA JB bírói szolgálatra alkalmazta.

###### Labdarúgás az 1924. évi nyári olimpiai játékokon
| Időpont         | Helyszín                   | Mérkőzés típusa | Mérkőzés       | Eredmény | Nézők száma |
| --------------- | -------------------------- | --------------- | -------------- | -------- | ----------- |
| 1924. május 25. | Pershing-i Stadion, Párizs | első forduló    | Svájc–Litvánia | 9 – 0    | 8110        |